# Dele Alli
Bamidele Jermaine Alli ou simplesmente Dele Alli (Milton Keynes, 11 de abril de 1996), é um futebolista inglês com ascendência  nigeriana que atua como meio-campista. Atualmente está no Como.

## Carreira

### Milton Keynes Dons
Estreou com a equipe principal em 2 de novembro de 2012, entrou aos 62 minutos no lugar de Jay O'Shea no empate por 0–0 contra o Cambridge City pela primeira rodada da Copa da Inglaterra, com a idade de 16 anos, 6 meses e 22 dias.

### Tottenham Hotspur
Em 2 de fevereiro de 2015, Dele Alli assinou com o Tottenham Hotspur por 5 milhões de libras.
Após apresentar um ótimo futebol no time de Mauricio Pochettino, o rendimento de Dele Alli teve uma queda brusca, assim sendo negociado, com a camisa dos Spurs foram 269 partidas, com 67 gols marcados e 61 assistências.

### Everton
Alli foi transferido para o Everton no dia 31 de janeiro de 2022 em um acordo no valor de 40 milhões de libras. Ele assinou um contrato de dois anos e meio até o final da temporada 2023-24. Ao assinar pelo clube, Alli citou a oportunidade de trabalhar com o novo técnico Frank Lampard como uma de suas muitas razões para se juntar ao Everton.
Dele Alli chegou ao Everton no meio da temporada 2021/22, porém não conseguiu bom rendimento e deixou os toffees com apenas 11 jogos.

### Besiktas
O Beşiktaş oficializou a contratação de Dele Alli em 25 de agosto de 2022, o clube turco assinou  por empréstimo junto ao Everton até final da temporada. Pelo empréstimo Besiktas pagou dois milhões de euros com a possibilidade de adquirir os direitos econômicos em definitivo em janeiro por €6M e no final da época por €8M.

## Seleção Inglesa
Em 1 de outubro de 2015, foi convocado pela primeira vez pela seleção inglesa, pelo técnico Roy Hodgson, para disputar 2 partidas na classificação à Eurocopa 2016.
Estreou em 9 de outubro, em uma partida contra a Estônia, em que a Inglaterra venceu por 2 a 0. Também começou no banco contra a Lituânia, onde a Inglaterra venceu por 3 a 0. Com bons desempenhos nos amistosos, Alli foi convocado para o grupo que defenderia a Inglaterra na Eurocopa 2016., foi titular no primeiro jogo, contra a Rússia, no restante das 3 partidas foi titular em 2, na campanha em que a Inglaterra parou nas oitavas de final.  
Em 16 de maio de 2018, Dele Alli foi convocado por Gareth Southgate para defender a seleção inglesa na Copa do Mundo FIFA de 2018.

## Estatísticas
Atualizado até 23 de dezembro de 2018.

### Clubes
| Equipe             | Temporada         | Campeonato nacional | Campeonato nacional | Copa nacional | Copa nacional | Competições continentais | Competições continentais | Total | Total |
| Equipe             | Temporada         | Jogos               | Gols                | Jogos         | Gols          | Jogos                    | Gols                     | Jogos | Gols  |
| ------------------ | ----------------- | ------------------- | ------------------- | ------------- | ------------- | ------------------------ | ------------------------ | ----- | ----- |
| Milton Keynes Dons | 2012–13           | 2                   | 0                   | 5             | 1             | –                        | –                        | 7     | 1     |
| Milton Keynes Dons | 2013–14           | 33                  | 6                   | 4             | 1             | –                        | –                        | 37    | 7     |
| Milton Keynes Dons | 2014–15           | 39                  | 16                  | 5             | 0             | –                        | –                        | 44    | 16    |
| Milton Keynes Dons | Total             | 74                  | 22                  | 14            | 2             | –                        | –                        | 88    | 24    |
| Tottenham          | 2015–16           | 33                  | 10                  | 4             | 0             | 9                        | 0                        | 46    | 10    |
| Tottenham          | 2016–17           | 37                  | 18                  | 5             | 3             | 8                        | 1                        | 50    | 22    |
| Tottenham          | 2017–18           | 30                  | 8                   | 8             | 2             | 5                        | 2                        | 43    | 12    |
| Tottenham          | 2018-19           | 13                  | 4                   | 3             | 2             | 3                        | 0                        | 19    | 6     |
| Tottenham          | Total             | 113                 | 40                  | 20            | 7             | 25                       | 3                        | 158   | 50    |
| Total na carreira  | Total na carreira | 187                 | 62                  | 34            | 9             | 25                       | 3                        | 246   | 74    |

### Seleção Inglesa
Expanda a caixa de informações para conferir todos os jogos deste jogador, pela sua seleção nacional.
Seleção Principal
|     | Data                   | Local                             | Resultado | Adversário    | Gol(s) | Competição      |
| --- | ---------------------- | --------------------------------- | --------- | ------------- | ------ | --------------- |
| 1.  | 9 de outubro de 2015   | Estádio de Wembley, Londres       | 2–0       | Estónia       | 0      | Elim. Euro 2016 |
| 2.  | 12 de outubro de 2015  | Estádio LFF, Vilnius              | 3–0       | Lituânia      | 0      | Elim. Euro 2016 |
| 3.  | 13 de novembro de 2015 | Estádio José Rico Pérez, Alicante | 0–2       | Espanha       | 0      | Amistoso        |
| 4.  | 17 de novembro de 2015 | Estádio de Wembley, Londres       | 2–0       | França        | 1      | Amistoso        |
| 5.  | 26 de março de 2016    | Olympiastadion, Berlim            | 3–2       | Alemanha      | 0      | Amistoso        |
| 6.  | 29 de março de 2016    | Estádio de Wembley, Londres       | 1–2       | Países Baixos | 0      | Amistoso        |
| 7.  | 22 de maio de 2016     | Estádio de Wembley, Londres       | 2–1       | Turquia       | 0      | Amistoso        |
| 8.  | 2 de junho de 2016     | Estádio de Wembley, Londres       | 1–0       | Portugal      | 0      | Amistoso        |
| 9.  | 11 de junho de 2016    | Stade Vélodrome, Marselha         | 1–1       | Rússia        | 0      | Euro 2016       |
| 10. | 16 de junho de 2016    | Stade Bollaert-Delelis, Lens      | 2–1       | País de Gales | 0      | Euro 2016       |

## Títulos

### Prêmios individuais
- 50 jovens promessas do futebol mundial de 2016 (La Gazzetta dello Sport)[13]
- Equipe do Ano PFA da Premier League: 2015–16[14], 2016–17[15]
- Jovem do Ano PFA da Premier League: 2015–16[16], 2016–17[17]
- 90º melhor jogador do ano de 2016 (The Guardian)[18]
- 66º melhor jogador do ano de 2016 (Marca)[19]
- Jogador do Mês da Premier League: Janeiro de 2017